# سیبرگ
سیبرگ (انگلیسی: Seberg) یک فیلم آمریکایی با بازی کریستن استوارت و کارگردانی بندیکت اندروز است. این فیلم زندگی جین سیبرگ هنگامی که تحت نظر اف‌بی‌آی و پروژه کوینتلپرو بود را به تصویر می‌کشد. تاریخ اکران این فیلم در ایالات متحده آمریکا در ۱۳ دسامبر ۲۰۱۹ توسط آمازون استودیوز است. سیبرگ همچنین تحت یونیورسال استودیوز در ۳ ژانویه ۲۰۲۰ اکران گشت.